# サンタンジェロ・イン・ヴァード
サンタンジェロ・イン・ヴァード（伊: Sant'Angelo in Vado）は、イタリア共和国マルケ州ペーザロ・エ・ウルビーノ県にある、人口約3,900人の基礎自治体（コムーネ）。

## 地理

### 位置・広がり
ペーザロ・エ・ウルビーノ県のコムーネ。ウルビーノから西南西へ19km、ペーザロから南西へ49kmの距離にある。

#### 隣接コムーネ
隣接するコムーネは以下の通り。括弧内のPGはペルージャ県所属を示す。
- アペッキオ
- ベルフォルテ・アッリザウロ
- カルペーニャ
- チッタ・ディ・カステッロ (PG)
- メルカテッロ・スル・メタウロ
- ペーリオ
- ピアンディメレート
- ウルバーニア
- ウルビーノ

### 気候分類・地震分類
サンタンジェロ・イン・ヴァードにおけるイタリアの気候分類 (it) および度日は、zona E, 2434 GGである。
また、イタリアの地震リスク階級 (it) では、zona 2 (sismicità media) に分類される。

## 人物

### 著名な出身者
- フェデリコ・ツッカリ - 16-17世紀の画家・建築家。